# Reuniões de cúpula dos BRICS
As reuniões de cúpula do BRICS são cimeiras realizadas anualmente entre as lideranças dos países que compõem o BRICS, grupo de cooperação econômica e diplomática entre economias mundiais emergentes. Os participantes das reuniões de cúpula dos BRICS são os chefes de Estado ou de governo de seus países-membros, mais especificamente: o Presidente da África do Sul, o Presidente do Brasil, o Presidente da China, o Primeiro-ministro da Índia e o Presidente da Rússia.
Cada edição da cúpula do BRICS ocorre alternadamente em cidades dos países-membros sendo que cada país já sediou 3 edições da cimeira em seu território. A primeira cúpula do BRIC foi realizada em 2009 na Rússia e tinha como foco debater os impactos da crise financeira mundial nos países emergentes. A mais recente edição foi chefiada pela China e realizada através de uma videoconferência devido ainda aos efeitos da pandemia de COVID-19, tendo como tema principal a expansão da cooperação de outras economias emergentes com os países do próprio bloco.

## Cúpulas do BRICS

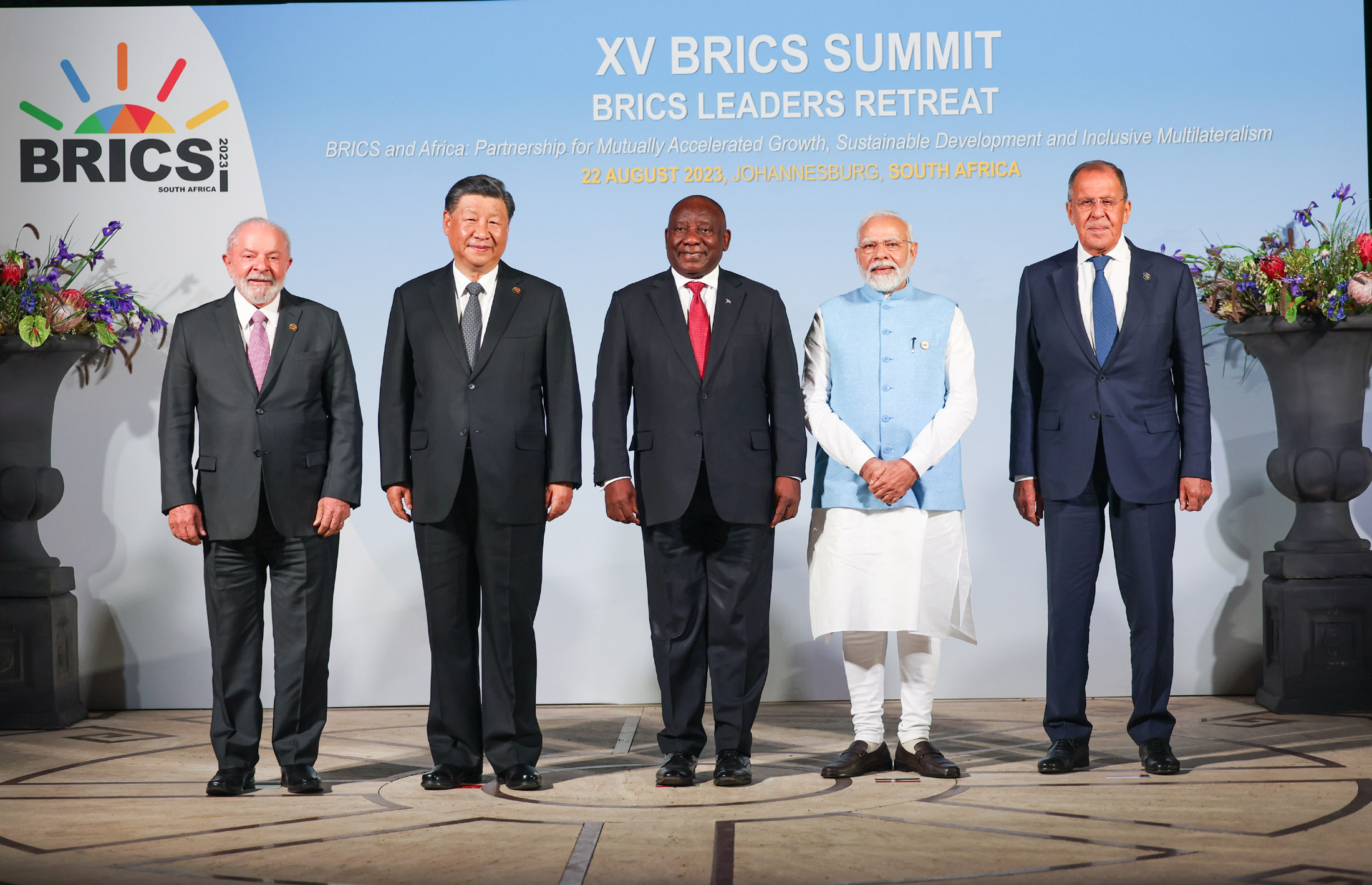
Joanesburgo
2023

| Ano  | #   | Data               | País          | Cidade                   | Anfitrião                        | Ref.          |
| ---- | --- | ------------------ | ------------- | ------------------------ | -------------------------------- | ------------- |
| 2009 | 1ª  | 16 de junho        | Rússia        | Ecaterimburgo            | Presidente Dmitri Medvedev       | [ 11 ]        |
| 2010 | 2ª  | 15 de abril        | Brasil        | Brasília                 | Presidente Lula da Silva         | [ 12 ]        |
| 2011 | 3ª  | 14 de abril        | China         | Sanya                    | Presidente Hu Jintao             | [ 13 ]        |
| 2012 | 4ª  | 29 de março        | Índia         | Nova Déli                | Primeiro-ministro Manmohan Singh | [ 14 ]        |
| 2013 | 5ª  | 26 de março        | África do Sul | Durban                   | Presidente Jacob Zuma            | [ 15 ]        |
| 2014 | 6ª  | 15 de julho        | Brasil        | Fortaleza                | Presidente Dilma Rousseff        | [ 16 ]        |
| 2015 | 7ª  | 9 de julho         | Rússia        | Ufa                      | Presidente Vladimir Putin        | [ 17 ]        |
| 2016 | 8ª  | 16 de outubro      | Índia         | Goa                      | Primeiro-ministro Narendra Modi  | [ 18 ]        |
| 2017 | 9ª  | 5 de setembro      | China         | Xiamen                   | Presidente Xi Jinping            | [ 19 ]        |
| 2018 | 10ª | 26 de julho        | África do Sul | Joanesburgo              | Presidente Cyril Ramaphosa       |               |
| 2019 | 11ª | 13-14 de novembro  | Brasil        | Brasília                 | Presidente Jair Bolsonaro        |               |
| 2020 | 12ª | 17 de novembro     | Rússia        | São Petesburgo (virtual) | Presidente Vladimir Putin        |               |
| 2021 | 13ª | 9 de Setembro      | Índia         | Nova Déli (virtual)      | Primeiro-ministro Narendra Modi  |               |
| 2022 | 14ª | 23 e 24 de junho   | China         | Pequim (virtual)         | Presidente Xi Jinping            | [ 20 ]        |
| 2023 | 15ª | 22 a 24 de Agosto  | África do Sul | Joanesburgo              | Presidente Cyril Ramaphosa       |               |
| 2024 | 16ª | 22 a 24 de outubro | Rússia        | Kazan                    | Presidente Vladimir Putin        | [ 21 ] [ 22 ] |
| 2025 | 17ª | 6 e 7 de julho     | Brasil        | Rio de Janeiro           | Presidente Lula da Silva         | [ 23 ]        |

### Representações por país
| Ano  | País      | País     | País  | País  | País          |
| Ano  | Brasil    | Rússia   | Índia | China | África do Sul |
| ---- | --------- | -------- | ----- | ----- | ------------- |
| 2009 | Lula      | Medvedev | Singh | Hu    | –             |
| 2010 | Lula      | Medvedev | Singh | Hu    | –             |
| 2011 | Rousseff  | Medvedev | Singh | Hu    | Zuma          |
| 2012 | Rousseff  | Medvedev | Singh | Hu    | Zuma          |
| 2013 | Rousseff  | Putin    | Singh | Xi    | Zuma          |
| 2014 | Rousseff  | Putin    | Modi  | Xi    | Zuma          |
| 2015 | Rousseff  | Putin    | Modi  | Xi    | Zuma          |
| 2016 | Temer     | Putin    | Modi  | Xi    | Zuma          |
| 2017 | Temer     | Putin    | Modi  | Xi    | Zuma          |
| 2018 | Temer     | Putin    | Modi  | Xi    | Ramaphosa     |
| 2019 | Bolsonaro | Putin    | Modi  | Xi    | Ramaphosa     |
| 2020 | Bolsonaro | Putin    | Modi  | Xi    | Ramaphosa     |
| 2021 | Bolsonaro | Putin    | Modi  | Xi    | Ramaphosa     |
| 2022 | Bolsonaro | Putin    | Modi  | Xi    | Ramaphosa     |
| 2023 | Lula      | Putin    | Modi  | Xi    | Ramaphosa     |
| 2024 | Lula      | Putin    | Modi  | Xi    | Ramaphosa     |